# Anna Khlistounova
Anna Khlistounova (ou bien Hanna ou Ganna, née le 27 février 1988 à Rivne), est une nageuse ukrainienne, spécialiste de la brasse.
Elle a participé aux Jeux olympiques en 2008. 

## Palmarès

### Championnats du monde
Grand bassin
- Championnats du monde 2007 à Melbourne ( Australie) :
  -  Médaille de bronze sur 100 m brasse

### Championnats d'Europe
Grand bassin
- Championnats d'Europe 2006 à Budapest ( Hongrie) :
  -  Médaille d'or sur 100 m brasse

Petit bassin
- Championnats d'Europe 2006 à Helsinki ( Finlande) :
  -  Médaille d'or sur 100 m brasse